# Pic de la Portella (Porta)
El Pic de la Portella és una muntanya de 2.593,5 metres d'altitud situada al límit entre els termes comunals de Lles de Cerdanya, a la Baixa Cerdanya i de Porta, a l'Alta Cerdanya, a la Catalunya del Nord. Està situat a prop de l'extrem nord-oest del terme de Porta i al nord-est del de Lles de Cerdanya. És just al sud de la Portella Blanca d'Andorra, al nord del Pic de Calm Colomer, o Tosseta de l'Esquella, i de la Serra de l'Esquella.
És destí freqüent de moltes de les rutes d'excursionisme del sud del Massís del Carlit.